# Первоцвет кортузовидный
Первоцвет кортузовидный (лат. Primula cortusoides) — вид травянистых растений семейства Первоцветные (Primulaceae). Под данным таксономическим названием была описана в 1753 году шведским ботаником Карлом Линнем в работе Species plantarum.

## Описание
Травянистое многолетнее растение, образующее листовую розетку. Корневище короткое, горизонтальное. Листья яйцевидные, с сердцевидным основанием и мало выдающимися округлыми зубчатыми лопастями, 2,5−7 см длиной 1,5—5 см шириной, внизу опушены мягкими курчавыми волосками. Черешки тонкие, узко крылатые, покрытые длинными волосками, равные по длине листовой пластинке либо превышающие в 2−3 раза.
Соцветие зонтиковидное, содержит от 3 до 12 цветков; стрелки соцветия тонкие, опушенные, более длинные, чем листья. Прицветники ланцетовидные, короче цветоножек. Цветоносы длиной 5−15 мм длиной, голые или слегка волосистые. Чашечка трубчатая, с небольшим оволосением, до половины надрезанная ланцетными зубцами, короче трубки. Венчик фиолетово-красный, изредка белый, с плоским отгибом, 15−20 мм диаметром; доли его обратносерцевидные, глубоко выемчатые. Цветет с мая по июль. Плод − продолговатая коробочка, почти равная по длине чашечке. Семена темно-бурые, неправильной 5−7-гранной формы, длиной около 0,5 мм.
Диплоидное число хромосом 2n=24. Описана из Сибири. Типовой экземпляр в Лондоне.

## Ареал
Произрастает на остепнённых лугах, в редкоствольных березовых лесах, по каменистым склонам. В России встречается на территории Западной и Восточной Сибири. За пределами Российской Федерации встречается в Казахстане и Монголии, Европе.

## Охранный статус
Занесён в Красные книги Свердловской и Челябинской областей. Ранее вносилась в Красные книги Иркутской области, Пермского края, Республики Башкортостан.

## Использование
Используется в качестве декоративного растения.